# Zbigniew Tłuczyński
Zbigniew Stanisław Tłuczyński (ur. 16 lutego 1956 w Skierniewicach) – polski piłkarz ręczny mistrz i reprezentant Polski, olimpijczyk z Moskwy (1980), brązowy medalista mistrzostw świata (1982), trener.

## Kariera sportowa

### Kariera klubowa
Karierę sportową rozpoczął w Koronie Kielce w 1972. W 1980 zdobył z kieleckim klubem brązowy medal mistrzostw Polski. W latach 1980–1983 reprezentował barwy Śląska Wrocław, zdobywając z nim mistrzostwo Polski w 1982 i dwa brązowe medale MP (1981, 1983), a także dwukrotnie Puchar Polski (1981, 1982). W latach 1983–1986 ponownie występował w Koronie (zdobywając Puchar Polski w 1985), w latach 1986–1998 w klubach niemieckich: VfL Fredenbeck (1986–1993), z którym awansował do ekstraklasy w 1988, a w sezonie 1988/1989 był najlepszym strzelcem ligi niemieckiej (172 bramki), TuS Nettelstedt (1993–1995), z którym w 1994 awansował do ekstraklasy, II-ligowym TV Jahn Duderstadt (1995–1998).
Trzykrotnie był powoływany do reprezentacji świata (1989 i dwukrotnie w 1991).

### Kariera reprezentacyjna
W reprezentacji Polski seniorów debiutował 15 grudnia 1976 w towarzyskim spotkaniu z NRD. W 1977 z młodzieżową reprezentacją Polski zagrał na mistrzostwach świata (7 m.). Jego największym sukcesem w karierze był brązowy medal mistrzostw świata w 1982. Wystąpił też na Igrzyskach Olimpijskich w 1980 (7 m.), mistrzostwach świata grupy „A” w 1986 (14 m.) i 1990 (11 m.), mistrzostwach świata grupy „B” w 1981 (1 m.), 1985 (3 m.), 1989 (2 m.), a także zawodach Przyjaźń-84 (3 m.). Ostatni raz w biało-czerwonych barwach wystąpił 1 marca 1990 w meczu mistrzostw świata z NRD. Łącznie w seniorskiej reprezentacji Polski wystąpił w 186 oficjalnych spotkaniach międzypaństwowych, zdobywając 527 bramek.

### Trener
Karierę trenerską rozpoczął w Niemczech jako grający trener TuS Nettelstedt i TV Jahn Duderstadt. Trenował też II-ligowy HC 93 Bad Salzuflen, I-ligowy TBV Lemgo (2001/2002), z którym zdobył Puchar Niemiec w 2002, VfL Fredenbeck (w II lidze w latach 2002–2005), Vive Kielce (od lipca 2005 do lutego 2007), I-ligowy austriacki Alpla HC Hard (2008–2010), Warmię Olsztyn (od grudnia 2010 do marca 2012), KSZO Odlewnię Ostrowiec Świętokrzyski (2012–2014).

### Nagrody
Czterokrotnie wygrywał Plebiscyt „Słowa Ludu” na najlepszego sportowca kielecczyzny (1979, 1980, 1984, 1985)

### Rodzina
Jest bratem Andrzeja Tłuczyńskiego i ojcem piłkarzy ręcznych Tomasza i Macieja.